# La banda Pelletier
La banda Pelletier (Crossroads) è un film del 1942 diretto da Jack Conway e interpretato da William Powell, Hedy Lamarr, Claire Trevor e Basil Rathbone. È ispirato dal film francese Un caso famoso (1938), diretto da Curtis Bernhardt e scritto da John H.Kafka, che aveva anche avuto un remake britannico dal titolo Dead Man's Shoes (1940), diretto da Thomas Bentley.
Il film fu adattato per una trasmissione del Lux Radio Theatre il 29 marzo 1943, con Jean-Pierre Aumont e Lana Turner.

## Trama
Nel 1935, il diplomatico francese David Talbot e la sua bella sposa molto più giovane Lucienne festeggiano il loro terzo mese di matrimonio. Sono interrotti da una nota del misterioso Carlos Le Duc nella quale si chiede un milione di franchi a David. In caso contrario verrà rivelata la vera identità di Talbot.
Fingendo di collaborare, Talbot si reca nel luogo della consegna dei soldi e lascia un pacchetto di carta di giornale al posto delle banconote, e Le Duc viene catturato da gendarmi nascosti. Durante il processo che segue Le Duc si difende affermando che stava cercando il rimborso di un debito legittimo dovuto da un ex socio in affari, contratto nel 1922. Talbot è accusato di essere quell'uomo, ovvero un ladro di nome Jean Pelletier.
La pubblica accusa non crede che Talbot sia Pelletier, indicando Le Duc quale colpevole di estorsione. Talbot sostiene che l'amnesia che ha subito in un devastante incidente ferroviario in quello stesso anno gli impedisce di ricordare quanto avvenuto in quel periodo. L'identità di Talbot è affermata dallo psicologo che lo ha curato dopo il disastro, il dottor Tessier, diventato poi amico di famiglia. La strategia di Talbot cerca di essere smontata da uno psicologo della difesa, il dottor Alex Dubroc, sostenente l'inaffidabilità di una diagnosi di amnesia. Suggerisce che Talbot si sia inventato tutto per nascondere la sua vera identità. In realtà, la verità è difficile da stabilire, poiché due uomini simili erano saliti sul treno quella sera ma solo uno sopravvisse all'incidente.
Costui era Pelletier o Talbot?
Un'affascinante cantante di night club viene introdotta per conto della difesa. Michelle Allaine sostiene di non aver mai visto Talbot prima, fino a quando messa a confronto con l'uomo i loro sguardi si incontrano e lei spontaneamente ansima un bramoso "Jean"...L'implicazione per tutti è che i due si conoscono ed erano ex amanti.
Appare poi un testimone a sorpresa, che si offre volontario per testimoniare a favore di Talbot, Henri Sarrou. Affermando di aver assistito personalmente alla morte di Pelletier, convince la corte che l'identità di David è genuina. Le Duc viene condannato e Talbot scagionato dai sospetti che ne avrebbero compromesso la carriera diplomatica.
Poco dopo, Sarrou appare con disinvoltura e senza preavviso a casa di Talbot, al quale chiede privatamente egli stesso un milione di franchi, proprio come Le Duc. Metà del bottino, sostiene, che il suo complice Pelletier - l'uomo da allora conosciuto come Talbot – gli deve poiché frutto di una sanguinosa rapina nella quale Talbot/Pelletier avrebbe commesso un omicidio. Talbot è sorpreso di quanto apprende e gli ordina di uscire di casa. Non molto tempo dopo anche Allaine fa un'apparizione a sorpresa a casa Talbot, fingendo di scusarsi con lui e con sua moglie per quel suo sospiro durante il processo. In realtà è lì per mostrare al solo David  un medaglione con una foto che ritrae loro due sorridenti, uno scatto avvenuto quando l'uomo era Pelletier e i due avevano una relazione. Questa visita provoca turbamento in Lucienne, che comincia a sospettare di una intimità precedente fra suo marito e la donna.
Scosso da ciò che ha visto, Talbot inizia a diventare sempre più convinto di essere Pelletier, ma è  risolutamente determinato a tenere nascosto il proprio tormento a Lucienne. Ansioso di rivedere Allaine e carpire nuove informazioni, Talbot  va a trovarla al nightclub dove lavora. Lei lo rimprovera altezzosamente per essersi mascherato da eminente diplomatico, con un futuro da  ambasciatore francese in Brasile, che vive sontuosamente mentre la sua anziana madre vive nella miseria. Talbot afferma di non avere più la madre, ma lei lo sfida a sincerarsene di persona e gli dà un indirizzo. David si reca in un tugurio e viene colpito nel profondo dalla vecchia triste che sembra non riconoscerlo e che rifiuta la sua carità. Madame Pelletier lo supplica ambiguamente di abbandonarla alla propria solitudine poiché vecchia e bisognosa di riposo.
Ora David, convinto più che mai di essere il rapinatore e assassino Pelletier, prende la decisione di fuggire l'indomani e acquista un biglietto aereo per la lontana Saigon. Torna a casa a prendere di nascosto il passaporto da una cassaforte a muro ma viene sorpreso da Lucienne la quale equivoca la situazione e pensa che il marito sia stato finalmente designato quale console in Brasile ed è felice per la loro imminente partenza. Ma Sarrou contatta David al telefono e lo avverte che il suo tentativo di fuga sarà impedito dalla sua denuncia alle autorità, intimandogli la consegna del denaro richiesto per quella sera stessa.
Talbot è messo alle strette e deve pagare, ma dove trovare i soldi? Non ne avrebbe abbastanza anche se vendesse la sua casa. Si reca quindi da Sarrou dove lo attende anche Allaine, e dapprima sostiene di non avere il denaro, poi pensando a voce alta riflette sulle ingenti somme di denaro che nel suo ruolo di diplomatico è uso maneggiare. Si chiede se potrebbe architettare un finto furto prelevando dalla cassaforte del suo ufficio il denaro che gestisce per effettuare pagamenti non registrati in questioni diplomatiche sensibili. Sarrou coglie al volo l'occasione e i due stabiliscono di agire quella sera.
Nel frattempo Lucienne, preoccupata per l'assenza del marito ad un appuntamento stabilito e sospettando che sia nei guai, si reca al night di Allaine per parlare alla donna e vede il marito e Sarrou prendere un taxi. Decide quindi di seguirli. I due uomini riescono a sgattaiolare oltre le guardie del ministero degli esteri. Talbot nel suo ufficio apre la cassaforte e consegna il denaro. Cercando di contrastare l'autodistruzione del marito, Lucienne appare ai due nel tentativo di prevenire il crimine. Ma nello stesso momento la polizia fa irruzione nell'ufficio cogliendo i tre nella flagranza del reato.
Nella gendarmeria, sottoposti ad interrogatorio, finalmente la verità si dipana.
Talbot aveva avvisato i gendarmi in anticipo - proprio come aveva fatto con Le Duc - avendo capito quella stessa sera, guardando la sua foto sul passaporto, che i suoi capelli erano pettinati con la riga sul lato sinistro proprio come sul  medaglione di Allaine, e questo era impossibile poiché una cicatrice provocata dall'incidente ferroviario lo aveva costretto a cambiarla dal lato destro, come l'aveva prima dell'incidente, al sinistro. La foto del medaglione quindi era successiva, un fotomontaggio che avrebbe dovuto contribuire ad insinuare il dubbio sulla sua reale identità.
Allo stesso tempo Allaine, temendo che l'arresto di Talbot quale Pelletier finirebbe per coinvolgerla nella rapina e nell'omicidio di tanti anni prima, confessa l'inganno. In seguito, anche l'attrice che interpretava Madame Pelletier viene arrestata.
Con tutti e quattro i ricattatori finalmente dietro le sbarre, Talbot è definitivamente scagionato, il suo matrimonio salvato e la sua carriera di ambasciatore destinata a proseguire con tutti gli onori.

## Incassi
Secondo i registri MGM, il film è costato 846.000 dollari, e ne ha guadagnati 1.523.000 negli Stati Uniti e in Canada e  798.000 altrove, per un totale di  2.231.000 dollari, rivelandosi un grande successo e generando per lo studio un profitto di 1.473.000 dollari.